# Rechnungshof von Berlin
Der Rechnungshof von Berlin (RHvB) ist gemäß Art. 95 Verfassung von Berlin eine unabhängige, nur dem Gesetz unterworfene oberste Landesbehörde. Er wurde am 17. Januar 1952 durch Beschluss des Abgeordnetenhauses von Berlin eingerichtet. Seit Sommer 2017 hat der Rechnungshof von Berlin seinen Sitz im ehemaligen Dienstgebäude des Bundesministeriums des Inneren im Spreebogen in Berlin-Moabit.

## Aufgaben
Aufgabe des Rechnungshofs ist es, die gesamte Haushalts- und Wirtschaftsführung Berlins zu prüfen. Dabei sollen die Ordnungsmäßigkeit und Wirtschaftlichkeit der Haushalts- und Wirtschaftsführung untersucht sowie Fehlentwicklungen entdeckt und aufgedeckt werden. Zeit, Art und Umfang der durchgeführten Prüfungen bestimmt der Rechnungshof selbst. In einem jährlichen Bericht gegenüber dem Abgeordnetenhaus von Berlin fasst er seine Ergebnisse zusammen und macht sie der Öffentlichkeit zugänglich. Die Präsidentin leitet die Tätigkeit des Rechnungshofs, führt seine Verwaltung und vertritt ihn nach außen. Der Rechnungshof gliedert sich in sechs verschiedene Prüfungsgebiete und eine Präsidialabteilung.

## Rechtsgrundlagen
Rechtsgrundlagen für die Arbeit des Rechnungshofes sind neben der Verfassung von Berlin, das Rechnungshofgesetz, das Haushaltsgrundsätzegesetz sowie die Landeshaushaltsordnung. Die inneren Angelegenheiten und Arbeitsweise des Rechnungshofs werden durch seine Geschäfts- und Prüfungsordnung geregelt.

## Liste der Präsidenten des Rechnungshofs von Berlin
- Karin Klingen (* 1966), seit 28. Juni 2018
- Marion Claßen-Beblo (* 1953), vom 11. Dezember 2009 bis 30. April 2018[5]
- Jens Harms (1944–2016), vom 1. Juni 2001 bis 31. Oktober 2009[6]
- Horst Grysczyk (* 1935), vom 1. Januar 1992 bis November 2000
- Ulrich Müller (1929–2022), von 1973 bis 1991
- Ernst Sünderhauf (1908–1974), von 1968 bis 1973
- Hans Winckelmann (1903–1997), vom 1. August 1958 bis 1968
- Erich Lange (1893–1980), vom 17. Januar 1952 bis 31. Juli 1958